# Г'ю Лоусон
Г'ю Ло́усон (англ. Hugh Lawson), повне ім'я Рі́чард Г'ю Джеро́м Ло́усон (англ. Richard Hugh Jerome Lawson; 12 березня 1935, Детройт, Мічиган — 11 березня 1997, Вайт-Плейнс Нью-Йорк) — американський джазовий піаніст. Працював з Юсефом Латіфом.

## Біографія
Народився 12 березня 1935 року в Детройті, штат Мічиган. Відвідував технічну школу Кесс та Університет Вейна, де вчився грати на саксофоні та фортепіано. З 1956 по 1960 роки грав з Юсефом Латіфом. У 1960 році з Латіфом переїхав в Нью-Йорк. У 1960-х час від часу грав з Сонні Роллінсом, Роєм Елдриджем, Світс Едісоном, Роєм Бруксом, Джорджем Коулменом, Чарльзом Макферсоном, Грейді Тейтом, Стенлі Террентайном, Дайною Вашингтон.
Наприкінці 1960-х і на початку 1970-х грав з Локджо Девісом, Джо Вільямсом (з Св. Едісоном-Джиммі Форрестом); Бетті Картер, Джо Гендерсоном, Кенні Берреллом, Ю. Латіфом. Як композитор і аранжувальник працював в The Piano Choir, який він допоміг заснувати у 1972 році. З 1975 року очолював власне тріо. Гастролював в Європі з Чарльзом Мінгусом (1975), у Східній Європі (1977) та на Середньому Сході (981—82).
Наприкінці 1970-х і на початку 1980-х записувався з Чарльзом Роузом, Джорджем Адамсом-Денні Річмондом; з власними гуртами. У 1970-х роках викладав у Henry Street Settlement в Нью-Йорку. У 1980-х і 1990-х грав з власним тріо. У 1994 і 1995 роках виступав з Світсом Едісоном в Tavern On The Green.
Помер 11 березня 1997 року від колоректального раку у Вайт-Плейнс, штат Нью-Йорк.

## Дискографія
- Primetime (Jazzcraft/Storyville, 1977)
- Colour (Soul Note, 1983)